# Génie longue
La Génie longue est un affluent gauche du Gave de Pau, en aval de Lourdes et en amont du Béez.

## Géographie
| \| Génie longue \| Carte. |
| Génie longue              |

Cette rivière bigourdane naît sur le versant nord du Soum de Lès, en amont des cascades des Picharrots. Elle s'écoule vers le nord pour rejoindre le gave de Pau à Saint-Pé-de-Bigorre.

## Principaux affluents
- (G) la Génie braque, 3,7 km, en provenance du Pic de Larbastan.